# Walter Ayala
Walter Ayala Gonzales, né à Lima le 20 juillet 1971, est un juge et homme politique péruvien. Il est ministre de la Défense du 29 juillet au 14 novembre 2021.

## Biographie
Walter Ayala est né à Lima. Il a étudié à l'université Inca Garcilaso de la Vega, où il obtient une maîtrise en droit, et à l'université Federico Villarreal, où il obtient une maîtrise en droit civil et commercial ; il suit aussi des études en administration publique et gestion avec une mention en défense nationale.
AIla travaillé dans la magistrature jusqu'en 2017 et a également été président du comité d'éthique de l'ordre des avocats de Lima ; il a été démis de ses fonctions en 2019.
Le 29 juillet 2021, il est nommé ministre de la Défense dans le gouvernement de Pedro Castillo. Il annonce sa démission le 14 novembre suivant.